# أنتوني فليتشير
أنتوني فليتشير (بالإنجليزية: Anthony Fletcher)‏ هو مؤرخ بريطاني، ولد في 24 أبريل 1941.